# Gert Kullamäe
Gert Kullamäe (ur. 3 czerwca 1971 w Tallinnie) – estoński koszykarz, występujący na pozycjach rzucającego obrońcy lub niskiego skrzydłowego, reprezentant kraju, obecnie asystent trenera Pärnu Sadam.

## Osiągnięcia
Stan na 28 kwietnia 2022, na podstawie, o ile nie zaznaczono inaczej.

### Zawodnicze

#### Drużynowe
- Mistrz:
  - Estonii (1992, 1993, 1995, 1996, 1998, 2007, 2008)
  - ZSRR (1991)
  - Litwy (1994)
  - Belgii (2001)
  - Holandii (2006)
- Wicemistrz:
  - Niemiec (2003, 2004)
  - Estonii (2000, 2009)
- Brązowy medalista Ligi Bałtyckiej (2009)
- Zdobywca:
  - Pucharu Belgii (2001)
  - Superpucharu Belgii (2000)
- Finalista Pucharu Estonii (2006, 2007)
- Uczestnik międzynarodowych rozgrywek:
  - Eurocup (2004/2005, 2007/2008 – 4. miejsce)
  - EuroChallenge (2008/2009)
  - FIBA Europe League (2003/2004)
  - FIBA EuroCup Challenge (2005–2007)

#### Indywidualne
- Estoński koszykarz roku (1999, 2006)
- MVP ligi estońskiej (1998, 2000)
- Zaliczony do:
  - I składu ligi estońskiej (1998, 2007)
  - II składu ligi:
    - estońskiej (2008)
    - niemieckiej (2006)
- Uczestnik meczu gwiazd ligi niemieckiej DBL (2005)
- Lider ligi estońskiej w[3]:
  - punktach (1998 – 19,7)
  - asystach  (1996 – 4,04, 1999 – 4,41)

#### Reprezentacja
Seniorskie
- Uczestnik:
  - mistrzostw Europy (1993 – 6. miejsce)[4]
  - kwalifikacji do Eurobasketu (1995, 1997, 1999, 2001, 2003, 2005, 2007, 2009)

Młodzieżowe
- Brązowy medalista Eurobasketu U–16 (1987)[5]

### Trenerskie

#### Drużynowe
- Mistrzostwo Estonii (2010, 2015)
- Wicemistrzostwo Estonii (2011, 2012, 2013, 2014, 2016, 2019, 2021)
- Brąz mistrzostw Estonii (2017)
- Puchar:
  - Ligi Batyckiej (2010)
  - Estonii (2009–2011, 2013, 2014)
- Finał Pucharu Estonii (2015, 2016)

#### Indywidualne
- Trener roku ligi estońskiej (2015)